# AliExpress

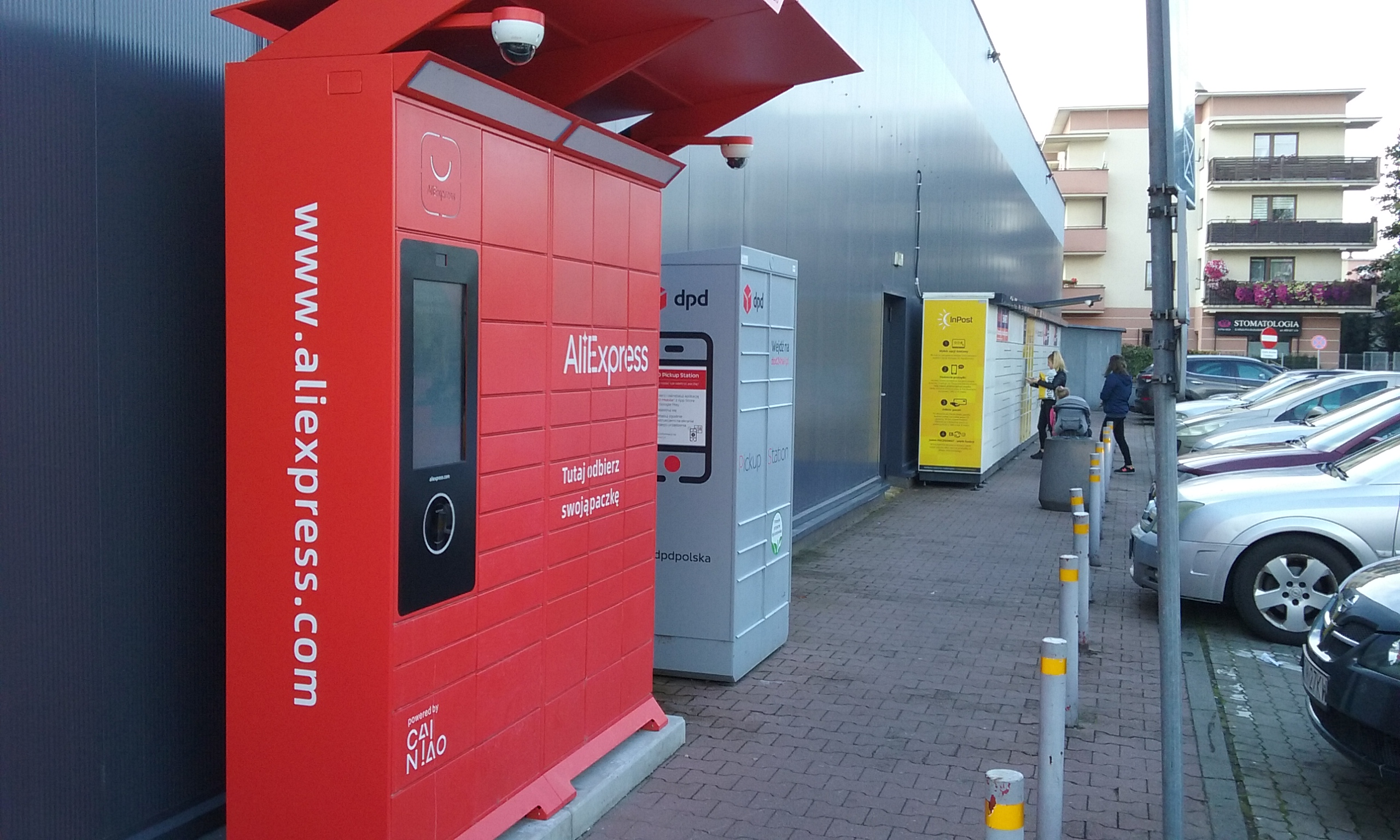
Automat paczkowy AliExpress w Tomaszowie Mazowieckim

Aliexpress – chiński serwis sprzedażowy, należący do Alibaba Group, uruchomiony 26 kwietnia 2010, jako platforma poświęcona wyłącznie sprzedaży detalicznej. Dostawcami produktów, korzystającymi z usług AliExpress, są przeważnie małe lub średnie firmy z Chin.

## Historia
Serwis AliExpress został uruchomiony 26 kwietnia 2010, jako część portalu Alibaba.com. Jego założyciel – chiński przedsiębiorca Jack Ma, z wykształcenia nauczyciel języka angielskiego – zajmował się wcześniej prowadzeniem dwóch innych przedsiębiorstw – biura tłumaczeń i firmy projektującej strony internetowe. W 1999 r. Jack wspólnie z żoną i 17 innymi współpracownikami rozpoczął projekt Alibaba Group, który miał na celu utworzenie strony poświęconej sprzedaży internetowej – konkurencyjnej dla eBay i Amazon domeny.
Alibaba.com początkowo jedynie zamieszczał listę produktów oferowanych przez chińskich producentów i pozwalał zagranicznym konsumentom na ich kupowanie. Strona nie pobierała prowizji od sprzedawców, a jej jedynym źródłem dochodu były reklamy. Dzięki rosnącej popularności projekt został zauważony przez amerykański bank inwestycyjny Goldman Sachs oraz japońskie przedsiębiorstwo telekomunikacyjne i medialne SoftBank Corporation, które to zdecydowały się zainwestować w dopiero kwitnącą działalność. Firmy razem przeznaczyły Alibaba Group nakład w postaci 25 milionów dolarów. W 2002 r. strona Alibaba.com zaczęła przynosić zyski. Właściciel spółki Jack Ma zdecydował się na rozszerzenie swojej działalności o kolejne projekty, takie jak: Alipay, TaoBao, Tmall oraz AliExpress. 

## Działanie
AliExpress rozpoczął swoją działalność jako portal B2B, czyli prowadzący transakcje pomiędzy podmiotami gospodarczymi, poświęcony sprzedaży produktów do innych państw. Później rozszerzył swoje usługi również do B2C, czyli pomiędzy przedsiębiorstwami i klientami indywidualnymi, C2C – pomiędzy samymi konsumentami – oraz na chmurę. Teraz, podobnie jak eBay, AliExpress działa jako platforma e-commerce – nie sprzedaje produktów bezpośrednio, ale łączy chińskie przedsiębiorstwa z międzynarodowymi nabywcami i ułatwia zawieranie transakcji między nimi. Chociaż większość sprzedawców i producentów korzystających z usług AliExpress mają swoje siedziby w Chinach, platforma nie pozwala na kupowanie produktów chińskim konsumentom.
Strona AliExpress oferuje popularny program marketingu afiliacyjnego, w którym partnerzy nagradzani są za pozyskiwanie dla sklepu nowych klientów, za pomocą przekierowania. W ramach programu, partnerzy mogą zarabiać, zyskując część prowizji, która wpłynęła dzięki nim.

## Obsługa strony
Witryna AliExpress.com dostępna jest w 16 językach: angielskim, rosyjskim, portugalskim, hiszpańskim, francuskim, niemieckim, włoskim, niderlandzkim, tureckim, japońskim, koreańskim, tajskim, wietnamskim, arabskim, hebrajskim i polskim. Dla pozostałych użytkowników domena jest automatycznie obsługiwana w języku angielskim. Dostępne są także różne waluty, np.: EUR, USD, PLN i wiele innych.
Asortyment, który posiada AliExpress, to ponad 100 milionów produktów podzielonych na 13 kategorii: moda damska; moda męska; telefony i telekomunikacja; komputery, artykuły biurowe i szkolne, bezpieczeństwo i ochrona; elektronika użytkowa; biżuteria i zegarki; dom i ogród, zwierzęta oraz AGD; torby i buty; zabawki, dzieci, niemowlęta; zabawa i sport; uroda, zdrowie i włosy; samochody i motocykle; ulepszenie domu oraz narzędzia. Posiadanie konta na stronie AliExpress.com jest niezbędne do zrobienia na niej zakupów. Większość przedmiotów dostępnych w sklepie obowiązuje darmowa dostawa z Chin do innych krajów na świecie, w tym także do Polski.
AliExpress obsługuje takie formy płatności, jak: BLIK, karta płatnicza, iDeal, Przelewy24, Yandex.Money, WebMoney, Mobile Payment, QIWI Account, PayU, PayPo,  Sofort, Bancontact, Cash Payment. Wszelkie metody dostępne w sklepie AliExpress są bezpieczne – w momencie płatności, strona jest zabezpieczona protokołem SSL. 
AliExpress dostępny jest również w aplikacji na urządzenia mobilne z systemem Android lub iOS.

## Bezpieczeństwo
Każdego kupującego na stronie AliExpress.com obejmuje okres ochronny. W tym czasie konsument ma prawo zgłosić brak zamówionej paczki lub niezgodność przedmiotu z opisem. Trwa on 90 dni od momentu zakupu. Po tym czasie sprzedawca dostaje pieniądze za produkt. Aby odzyskać pełny lub częściowy koszt za niezadowalające zamówienie, podczas okresu ochronnego kupujący powinien otworzyć spór.
Spór ma na celu chronić konsumenta przed oszustwem. W przypadku wadliwego lub niezgodnego z opisem produktu, spór można założyć już od 6. dnia od odebrania paczki. Jeżeli przesyłka nie pojawiła się chwilę przed zakończeniem okresu ochronnego, należy jak najszybciej zgłosić problem – najlepiej 3–4 dni przed wygaśnięciem zabezpieczenia.
Niektórzy sprzedawcy oferują usługę Darmowy Zwrot, która polega na tym, iż kupujący zyskuje 15 dni (oprócz czasu dostawy) na bezpłatny zwrot produktu do dowolnego paczkomatu InPost, bez podania przyczyny. Produkt nie może być uszkodzony, musi posiadać oryginalne opakowanie oraz metki.

## Ukryte aukcje
Pomimo wzmożonej walki z tym zjawiskiem, na AliExpress pojawiają się ukryte aukcje, na których dostępne są tanie, podrobione produkty. Polityka sklepu nie pozwala na sprzedawanie niemarkowych przedmiotów, dlatego kiedyś dotarcie do nich było możliwe jedynie przez wyszukiwanie odpowiednich słów kluczowych. Teraz, po ulepszeniu procederu usuwania takich nadużyć, do ukrytej aukcji dostęp daje jedynie link.
Kupowanie na ukrytych aukcjach wiąże się z dużym ryzykiem. Większość produktów nigdy nie dociera do konsumenta. W przypadku nielegalnych transakcji AliExpress nie pomaga w rozwiązaniu problemu z zamówieniem.

## Kontrowersje
W listopadzie 2020 indyjskie ministerstwo elektroniki zablokowało dostęp do AliExpress wraz z 42 innymi chińskimi platformami.
W 2022 rząd Stanów Zjednoczonych dodał AliExpress na listę platform, które notorycznie sprzedają podrobione produkty.
W listopadzie 2023 Komisja Europejska wszczęła śledztwo w sprawie sprzedaży przez AliExpress nielegalnych produktów takich jak; podrabiane leki czy żywność niezgodna z przepisami oraz sprzedaż suplementów diety.